# Martin Brázda
Martin Brázda (* 1952) je bývalý československý basketbalista,  čtyřnásobný vicemistr Československa a trenér.
V československé basketbalové lize hrál 15 sezón v letech 1973-1987 za družstva Slavoj Vyšehrad, RH Pardubice, Baník Ostrava a NHKG Ostrava, s nímž získal čtyřikrát titul vicemistra Československa (1983, 1984, 1986, 1987) a jedno třetí místo (1985). V historické střelecké tabulce basketbalové ligy Československa (od sezóny 1962/63 do 1992/93) je na 28. místě s počtem 4726 bodů.
S týmem NHKG Ostrava hrál ve 4 ročnících evropských klubových pohárů v basketbale, dvakrát v Poháru evropských mistrů 1985 s účastí v osmifinále a 1987 s účastí ve čtvrtfinálové skupině. Dále hrál dva ročníky Koračova poháru 1983 s účastí ve čtvrtfinálové skupině a 1988 (2. kolo).
 
Za reprezentační družstvo Československa v letech 1975-1976 odehrál 43 utkání.

## Hráčská kariéra

### Kluby -liga
- 1973-1974 Slavoj Vyšehrad - 11. místo (1974)
- 1974-1976 RH Pardubice - 5. místo (1975), 9. místo (1976)
- 1976-1981 Baník Ostrava - 4. místo (1977), 2x 6. místo (1978, 1980), 2x 9. místo (1979, 1981)
- 1981-1988 NHKG Ostrava - 4x vicemistr Československa (1983, 1984, 1986, 1987), 3. místo (1982), 4. místo (1985), 8. místo (1988)
- V československé basketbalové lize celkem 15 sezón (1973-1987), 4726 bodů (28. místo) a 5 medailových umístění
- 1991-1992 BK Nový Jičín (3. liga)

Evropské poháry klubů
- NHKG Ostrava
  - Pohár vítězů pohárů - účast 2 ročníky, celkem 12 zápasů
    - 1984-85 2 zápasy - osmifinále: UBSC Landis&Gyr Vídeň, Rakousko (118-93, 68-94) vyřazeni rozdílem jednoho bodu ve skóre
    - 1986-87 10 zápasů - 1. kolo: APOEL Limassol, Kypr (105-38, 97-36), osmifinále: KTP Kotka, Finsko (110-87, 86-105), 4. místo ve čtvrtfinálové skupině A (1-5 447-583): CSKA Moskva (70-89, 77-103), Joventut Badalona, Španělsko (89-110, 64-98), ASVEL Villeurbanne Lyon, Francie (83-77, 64-106).

  - FIBA Pohár Korač - účast 2 ročníky, celkem 14 zápasů
    - 1982-83 10 zápasů - 1. kolo Efes Pilsen SK Istanbul, Turecko (76-66, 80-83), 2. kolo Vevey Basket, Švýcarsko (97-85, 72-82), 4. místo ve čtvrtfinálové skupině A (0-6, 445-532), Banco di Roma Virtus, Itálie (70-73, 67-97), Limoges CSP, Francie (76-89, 82-90), KK Crvena Zvezda Bělehrad (84-88, 66-95)
    - 1987-88 4 zápasy - 1. kolo UBC Mattersburg, Rakousko (125-75, 100-88), 2. kolo Dietor Virtus Bologna, Itálie (63-89, 81-110)

### Československo
- 1974-1978 - za reprezentační družstvo Československa 44 přátelských utkání

## Trenér
- BK Nový Jičín- V letech 1993-1996 asistent trenéra, 1997-1998 hlavní trenér ligového týmu
- SV 03 Tübingen, Německo